# Planiny (Hvožďany)
Planiny (též Planín nebo Na Planinách) jsou malá vesnice, část obce Hvožďany v okrese Příbram ve Středočeském kraji. Nachází se asi dva kilometry severně od Hvožďan. Jižně od silnice II/191. Planiny leží v katastrálním území Roželov o výměře 16,1 km².

## Historie
První písemná zmínka o vesnici pochází z roku 1750. Tehdy zde byly čtyři domy. V roce 1770 zde stálo dvanáct domů a v roce 1913 zde bylo sedmnáct domů a sto obyvatel. Farou ves náležela k Hvožďanům. K Planinám přísluší hájovna Nuslovna.

## Obyvatelstvo
| Rok            | 1869 | 1880 | 1890 | 1900 | 1910 | 1921 | 1930 | 1950 | 1961 | 1970 | 1980 | 1991 | 2001 | 2011 | 2021 |
| -------------- | ---- | ---- | ---- | ---- | ---- | ---- | ---- | ---- | ---- | ---- | ---- | ---- | ---- | ---- | ---- |
| Počet obyvatel | 127  | 126  | 126  | 108  | 100  | 102  | 89   | 73   | 67   | 32   | 17   | 13   | 17   | 14   | 17   |
| Počet domů     | 16   | 17   | 17   | 17   | 17   | 17   | 17   | 17   | 17   | 14   | 11   | 15   | 16   | 15   | 16   |

## Obecní správa
Při sčítání lidu v letech 1850–1879 Planiny byly osadou obce Roželov v okrese Blatná. V letech 1880–1899 byly osadou obce Vacíkov v okrese Blatná. V letech 1890–1975 byly znovu osadou obce Roželov, se kterým patřily nejprve do okresu Blatná, ale od roku 1960 v okrese Příbram. Od 1. ledna 1976 jsou částí obce Hvožďany v okrese Příbram.